# Campionato Rondoniense 2025
Il Campionato Rondoniense 2025 è stata l'84ª edizione della massima serie del campionato rondoniense. La stagione è iniziata il 1º febbraio 2025 e si è conclusa il 16 aprile successivo.

## Stagione

### Novità
Al termine della stagione 2024, non vi è stata alcuna retrocessione. Dalla seconda divisione sono salite Guaporé e Rolim de Moura.
Nel novembre del 2024, l'União Cacoalense il ritiro dal campionato.

### Formato
Le sei squadre si affrontano dapprima in una prima fase, composta da un unico girone da sei squadre. Le prime quattro classificate di tale girone, accederanno alla seconda fase che decreterà la formazione vincitrice del campionato. Non sono previste retrocessioni.
La formazione vincitrice del campionato, potrà partecipare alla Série D 2026, alla Coppa del Brasile 2026 e alla Copa Verde 2026. La seconda classificata, solo alla Coppa del Brasile.

## Risultati

### Prima fase
|  | Pos. | Squadra        | Pt | G  | V  | N | P  | GF | GS | DR  |
|  | ---- | -------------- | -- | -- | -- | - | -- | -- | -- | --- |
|  | 1.   | Porto Velho    | 31 | 12 | 10 | 1 | 1  | 20 | 7  | +13 |
|  | 2.   | Guaporé        | 21 | 12 | 6  | 3 | 3  | 19 | 11 | +8  |
|  | 3.   | Ji-Paraná      | 21 | 12 | 6  | 3 | 3  | 14 | 9  | +5  |
|  | 4    | Barcelona-RO   | 16 | 12 | 6  | 5 | 1  | 15 | 12 | +3  |
|  | 5.   | Genus          | 16 | 12 | 4  | 4 | 4  | 18 | 10 | +8  |
|  | 6.   | Rolim de Moura | 12 | 12 | 3  | 3 | 6  | 12 | 15 | -3  |
|  | 7.   | Vilhena        | 1  | 12 | 0  | 1 | 11 | 4  | 38 | -34 |

Legenda:
      Ammessa alla seconda fase.
      Retrocessa in Segunda Divisão 2026.
Note:
Tre punti a vittoria, uno a pareggio, zero a sconfitta.

### Seconda fase
|  | Semifinale | Semifinale   | Semifinale | Semifinale | Semifinale |  |  | Finale | Finale            | Finale | Finale | Finale |  |
|  |            |              |            |            |            |  |  |        |                   |        |        |        |  |
|  | 3          | Ji-Paraná    | 0          | 1          | 1          |  |  |        |                   |        |        |        |  |
|  | 2          | Guaporé      | 0          | 2          | 2          |  |  | 2      | Guaporé           | 1      | 1      | 2 (2)  |  |
|  | 4          | Barcelona-RO | 1          | 0          | 1          |  |  | 1      | Porto Velho (dtr) | 2      | 0      | 2 (4)  |  |
|  | 1          | Porto Velho  | 1          | 1          | 2          |  |  |        |                   |        |        |        |  |